# 11702 Mifischer
A 11702 Mifischer (ideiglenes jelöléssel 1998 FE117) a Naprendszer kisbolygóövében található aszteroida. A LINEAR projekt keretében fedezték fel 1998. március 31-én.